# COM (hardwarové rozhraní)
COM je původní název pro rozhraní stále používaného sériového portu na IBM PC kompatibilním počítači. Tento název se nevztahuje pouze k fyzickému rozhraní, ke kterému se připojují vnější zařízení pomocí kabelu, ale také k virtuálním portům, které jsou softwarově vytvořeny například pro Bluetooth nebo pro USB na sériový port redukci.
Většina počítačů v období 80. a 90. letech 20. století měla k dispozici jeden nebo dva COM porty, které měly komunikační rozhraní definováno takto:
- COM1: I/O port 0x3F8, IRQ 4
- COM2: I/O port 0x2F8, IRQ 3
- COM3: I/O port 0x3E8, IRQ 4
- COM4: I/O port 0x2E8, IRQ 3

Nyní je ale většina systémů dodávána pouze s jedním nebo žádným COM portem.

## I/O adresy
Rozhraní COM portů zprostředkovává integrovaný obvod typu 16550 UART. Tento obvod má sedm vnitřních 8bitových hardwarových registrů, které shromažďují informace a konfigurační data o tom, která data mají být odeslána a která přijata, baud rychlost, nastavení přerušení a další. U portu COM1 je možné přistupovat k registrům zápisem nebo čtením od I/O adresy 0x3F8 do 0x3FF. 
Pokud například procesor chce poslat data z COM1, zašle je I/O portu 0x3F8 a tento port se propojí s UART IC registrem, který shromáždí data, která mají být odeslána.
Bracket sériový port je přídavná lišta (třeba záslepka) s ext. konektory pro I/O RS232 v provedení 9.pin a 25.pin cannon. Používá se zpravidla pro starší základní desky XT formátu, řadiče nebo  jako doplněk nových ATX desek, kde může být jeden port pevný a druhý přídavný přes bracket. U starších XT desek byla různá zapojení na bracket, stávalo se tedy, že COM port byl nefunkční ale detekován. Správné zapojení bracketu a základní desky lze ověřit za pomocí propísknutí multimetru, kdy cannon9 pin č.5 GND je vodivě propojen s kostrou PC. Dále je možné prověřit funkčnost portů programem CHECKIT a příslušnou testovací redukcí pro RS232.